# Feo-Gasy
Feo-Gasy – malgaski zespół wykonujący muzykę ba-gasy. Został założony w 1995 roku przez Ericka Mananę.
Ich twórczość czerpie z malgaskich tradycji polifonii. Działalność grupy przyczyniła się do rewitalizacji gatunku ba-gasy.

## Dyskografia
Albumy studyjne
| Tytuł              | Rok  | Wytwórnia |
| ------------------ | ---- | --------- |
| Tsofy Rano         | 1996 | Melodie   |
| Ramano: Madagascar | 2000 | Daqui     |